# اوبی‌ها

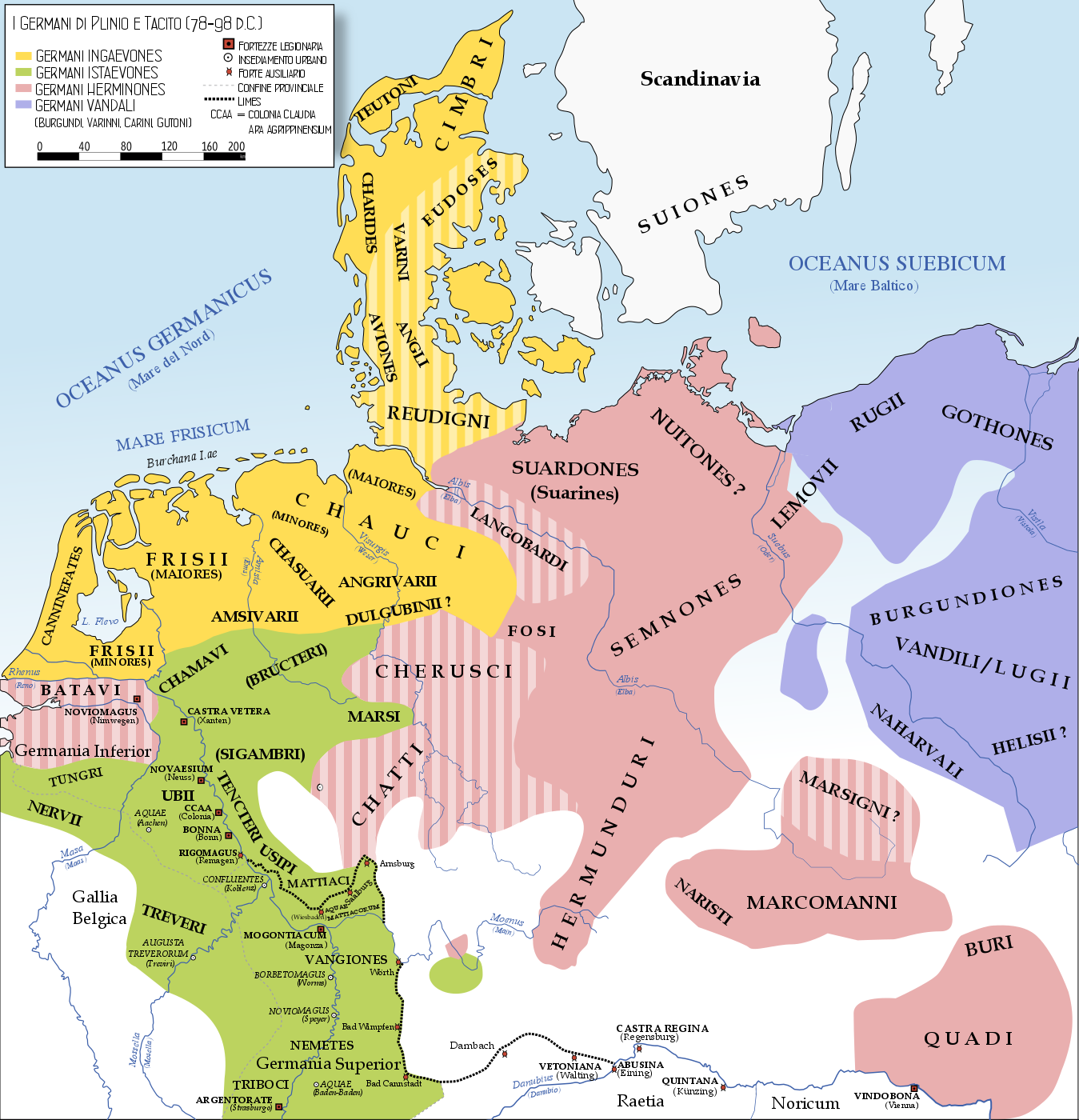
موقعیت قوم اوبی‌ها در سال ۹۸ میلادی (در نقشه با عنوان Ubii). لازم به یادآوری است که آنان ابتدا در کرانه راست رود راین (Rhenus) ساکن بودند و تنها در پایان سده اول پیش از میلاد بوده که به کرانه چپ آن (گالیا) و در موقعیتی که در تصویر دیده می‌شود نقل مکان کردند.

اوبی‌ها(به لاتین: Ubii) یک قوم ژرمن باستانی بودند که تا سال ۳۸ پیش از میلاد در طول کرانه راست رود راین و روبروی شهر امروزین کلن ساکن و با سوئبی‌ها همسایه بوده و به آنان خراج هم می‌پرداختند. آنان بر طبق گفته تاسیتوس به ایستایفون‌ها تعلق داشتند و برای همین از جمله ژرمن‌های غربی بودند. در پایان سده اول پیش از میلاد از راین گذشته و در گالیا (کرانه چپ راین) مسکن گزیدند تا وفاداری خود به رومیان را اثبات کنند.

## در زمان جنگ‌های گالی
در سال ۵۵ قبل از میلاد دو قوم ژرمن یعنی تنکترها و یوسیپت‌ها، از راین گذشته و درخواست می‌کردند که بتوانند در سرزمین گالیا اسکان یابند، در حالی‌که اوبی‌ها ــ برعکس ــ از ژولیوس سزار می‌خواستند به‌سود آنان در آنسوی راین (کرانه راست آن) مداخله کند و دوستی خود را بدو پیشنهاد کردند تا بتوانند بالاخره از یوغ سوئبی‌های همسایه آسوده شوند.
ژنرال جمهوری روم که به‌هیچ‌رو قصد نداشت به قبایل ژرمن اجازه سکونت در این‌سوی راین (کرانه چپ آن) را بدهد تصمیم گرفت با آنان رویارو شود. ژرمن‌ها که از بازگشت به سرزمین‌های خود (ژرمانیا) خودداری کردند، چنان شکست سختی خوردند که سزار تصمیم گرفت خود از راین گذشته، وارد ژرمانیا شده و آنان را تعقیب کند. او در ژرمانیا در کنار متحدان جدید یعنی اوبی‌ها اردو زد و برای ۱۸ روز یک عملیات ویران‌گر در قلمرو همسایه یعنی سیکامبرها و سوئبی‌ها انجام داد؛ و با این‌کار آنان را واداشت دیگر علیه متحدان روم جنگ به‌راه نیندازند.

## پانوشت‌ها
1. ↑  Cesare. Commentarii de bello Gallico. ج. IV. ص. ۱۹.